# أوقست ميخائيلس
أوقست ميخائيلس (بالألمانية: August Michaelis) (و. 1847 – 1916 م) هو كيميائي، وأستاذ جامعي ألماني، كان عضوًا في الأكاديمية الألمانية للعلوم ليوبولدينا، توفي في روستوك، عن عمر يناهز 69 عاماً.

## التعليم
تعلم في جامعة غوتينغن، وتعلم في جامعة ينا
.

## جوائز
حصل على جوائز منها:

ميدالية كوثينيوس (1880)